# Баур, Георг
Георг Баур — немецкий палеонтолог и зоолог.
Баур был сыном будущего директора Научно-исследовательского института лесного хозяйства в Мюнхене Франца фон Баура (во время рождения Баура он был главным лесником) и племянником Густава Баура. Он вырос в домике лесника в Хоэнхайме под Штутгартом. С 1873 по 1877 год он посещал реальное училище в Штутгарте, а затем изучал естественные науки в Хоэнхайме, Мюнхене и Лейпциге, в том числе у Карла Альфреда фон Циттеля. В 1879 году он был активен в студенческом Корпусе Франконии в Мюнхене.
В 1882 году он получил докторскую степень в Мюнхене, а затем был помощником Карла Вильгельма фон Купфера. В 1884 году он женился и стал помощником Отниела Марша в Йельском университете, оставаясь им до 1890 года, когда дело дошло до конфликта с Маршем (Баур был поклонником Эдварда Коупа). После сбора окаменелостей рыб и рептилий для Циттеля на западе Канзаса он стал лектором по сравнительной остеологии и палеонтологии в университете Кларка. Он написал монографию о североамериканских черепахах и предпринял в 1891 году экспедицию на Галапагосские острова с богатым ботаническим и зоологическим материалом, оценка которой заняла его долгое время. В 1892 году он стал доцентом в Чикагском университете. Там он организовал отделение палеонтологии и предпринял экспедицию по сбору окаменелостей в Вайоминге, в то время как Э. Кейс собирал в штате Техас. В 1897 году он заболел нервным расстройством (параличом) и отправился на отдых в Европу (Мюнхен, Южный Тироль), но это не принесло никаких улучшений. Он умер в санатории и был похоронен в Мюнхене.
Он был неоламаркистом, убеждение, которое он отстаивал уже в своей диссертации и от которого он не отказался, а напротив, которое было подкреплено изучением островных популяций. Он считался ведущим специалистом по пресмыкающимся и их скелету, как ископаемым, так и современным видам. Он был менее заинтересован в описании новых видов, чем в сравнительных исследованиях структуры скелета и выводов, которые были сделаны на основе родственных и родословных связей. Он написал около 140 трактатов, часто в «American Naturalist» или «Zoologischer Anzeiger» и в сжатой краткой форме. Он придерживался мнения, что динозавры не образуют замкнутую группу, а принадлежат к трём группам архозавров, которые имеют мало общего друг с другом. Бесхвостых и хвостатых земноводных (Batrachia) он считал потомками целакантообразных, а не двоякодышащих (Dipnoi). 
Из исследования животных и растений Галапагосских островов и, в частности, разнообразия фауны на различных соседних островах (он специально изучал ящериц рода Tropidurus) он пришёл к выводу, что когда-то они были связаны с материком Центральной Америки (Чарльз Дарвин предположил вулканическое происхождение островов и заселение их животными с материка). Затем он распространил эту версию на другие острова в Тихом океане.
Он выделил семейство пресмыкающихся Mixosauridae, род Mixosaurus (1887), инфраотряд Nothosauroidea (1889) и семейства Nothosauridae и Pistosauridae. Он описал подвиды галапагосской черепахи (Chelonides nigra). В честь Баура названы несколько видов пресмыкающихся: Kinosternon baurii, Phyllodactylus baurii, Terrapene carolina bauri.

## Труды
- On the morphology and origin of Ichthyopterygia. In: American Naturalist, 21, 1987, S. 837–840
- Über den Ursprung der Extremitäten der Ichthyopterygier. In: Jber. Mitt. oberrhein. geol. Verein, 20, 1 Taf.; Stuttgart 1887, S. 17–20
- Palaeohatteria Credner, and the Proganosauria. In: American Journal of Science, 37, 3, 1889, S. 310–313
- Die Palatingegend der Ichthyosaurier. In: Anatomischer Anzeiger, 19, 1895, S. 456–459